# Asperges me
Asperges Me é uma antífona latina rezada ou cantada em uma missa Católica Romana em todas as épocas, exceto na época Pascal e no Domingo de Ramos.«Douay-Rheims Bible, Psalms Chapter 50». drbo.org. Consultado em 9 de março de 2021 Ela acompanha tradicionalmente o Asperges, o ritual de aspersão da congregação pelo celebrante com água benta, como parte de um ritual de entrada, simbolizando a purificação do povo. As palavras são tiradas do texto bíblico Salmo 51 (50):
| Texto | Tradução |
| --- | --- |

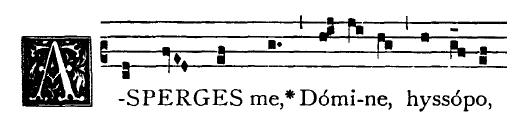
Início do canto gregoriano Asperges, do Liber Usualis

| Asperges me, Domine, hyssopo et mundabor, Lavabis me, et super nivem dealbabor. Miserere mei, Deus, secundum magnam misericordiam tuam. | Molhar-me-ás, Senhor, com hissopo e serei limpo Lavar-me-ás e serei mais esbranquiçado que a neve Tem misericórdia de mim, Deus, segundo Tua grande misericórdia |

É seguido pela doxologia convencional (exceto no primeiro domingo da Maré da Paixão):
| Texto | Tradução |
| --- | --- |
| Gloria Patri et Filio et Spiritui Sancto Sicut erat in principio, et nunc, et sempre, et in saecula saeculorum. Amém. | Glória ao Pai, ao Filho e ao Espírito Santo Assim como era no princípio, agora e sempre, e pelos séculos dos séculos. Amém. |

A antífona então é recitada uma segunda vez.
Da Páscoa até o Pentecostes, Asperges Me é substituído pela antífona mais longa e florida, Vidi aquam.
Mesmo que geralmente seja cantado em canto simples, Asperges Me foi musicado; dois exemplos conhecidos são os de Gilles Binchois (Bolonha, Museu Internacional e Biblioteca de Música) e Tomás Luis de Victoria .

## Links externos
- Pontuação em PDF do cenário de Victoria